# Norra Bantorget

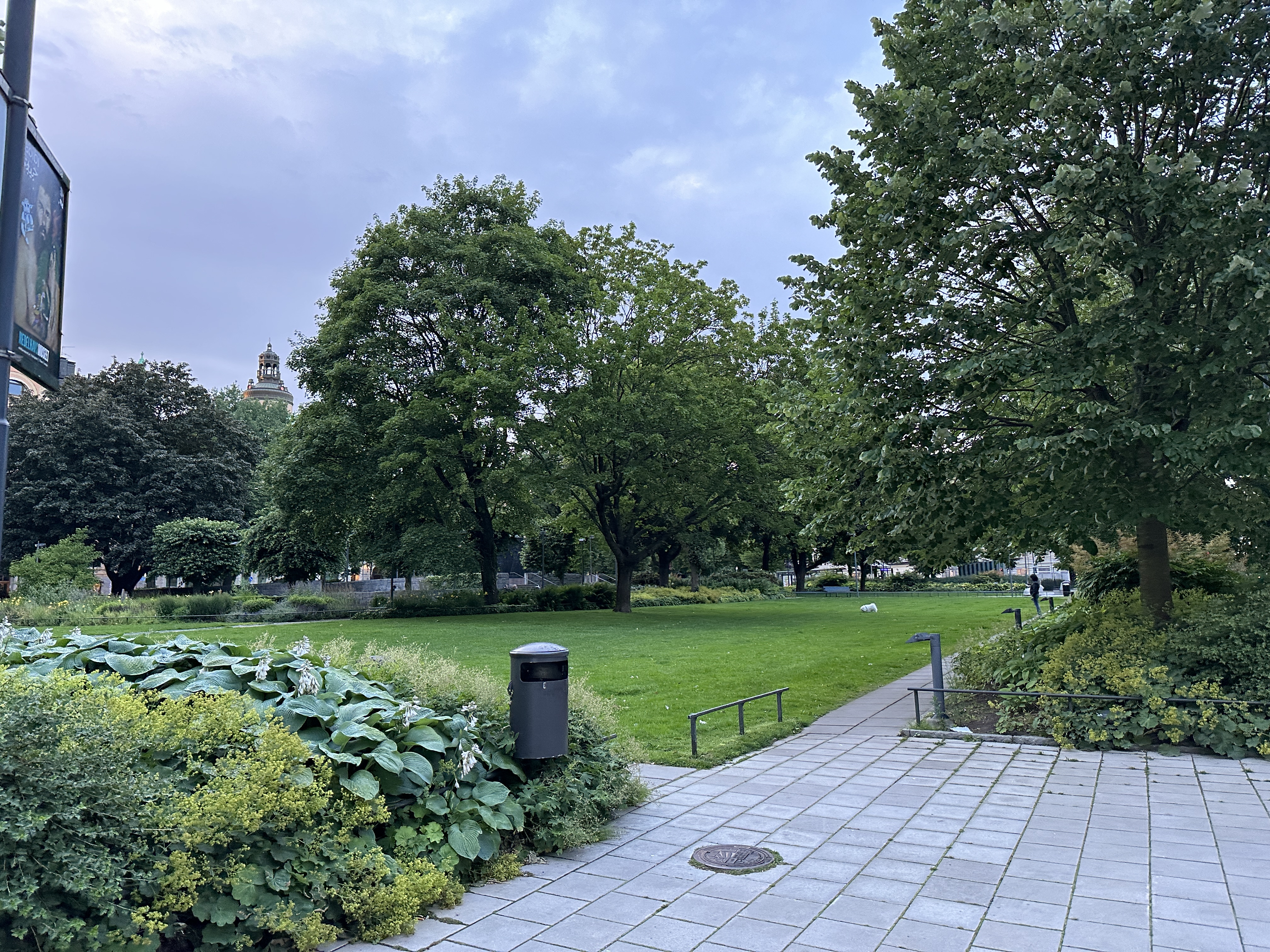
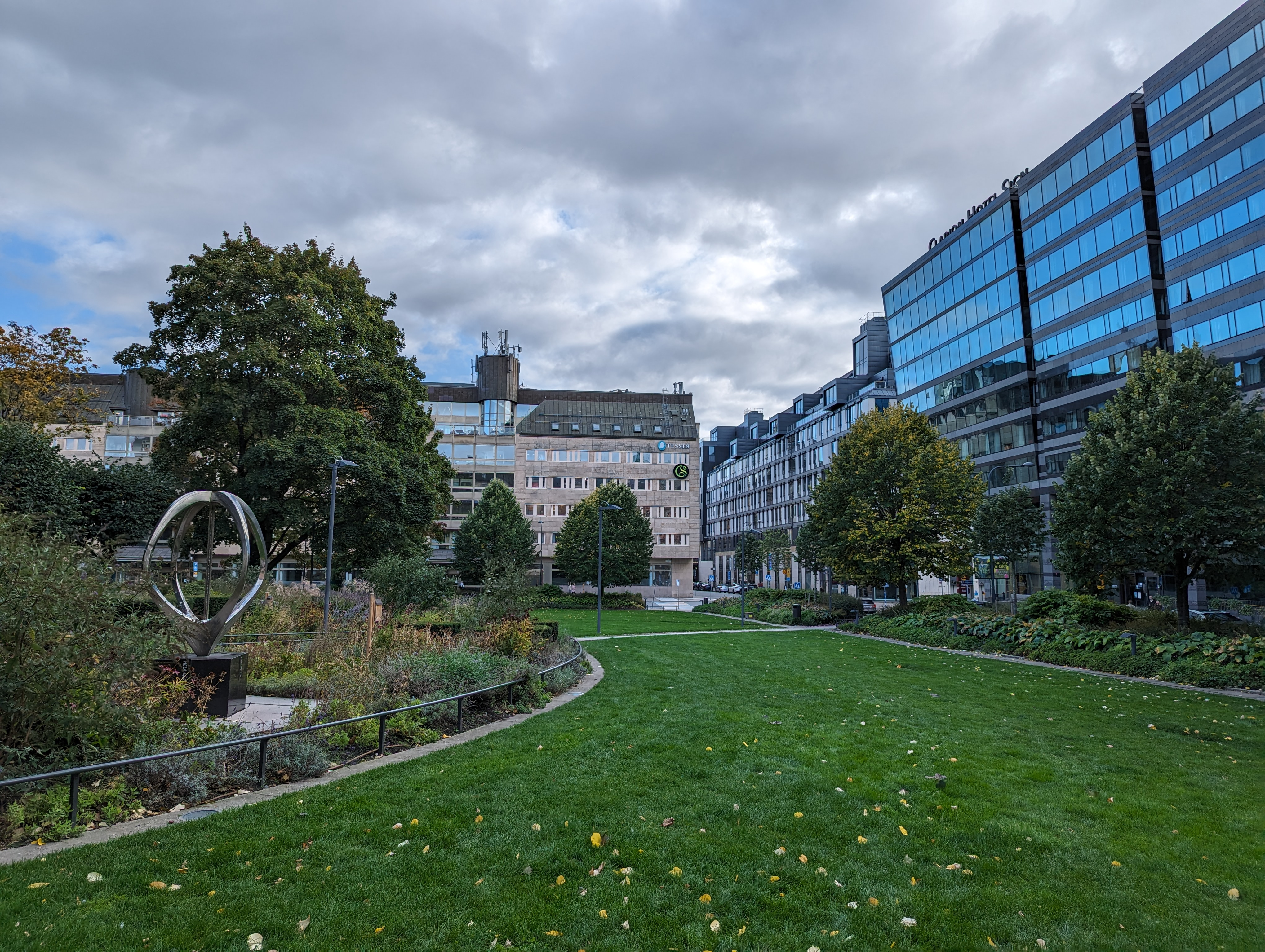
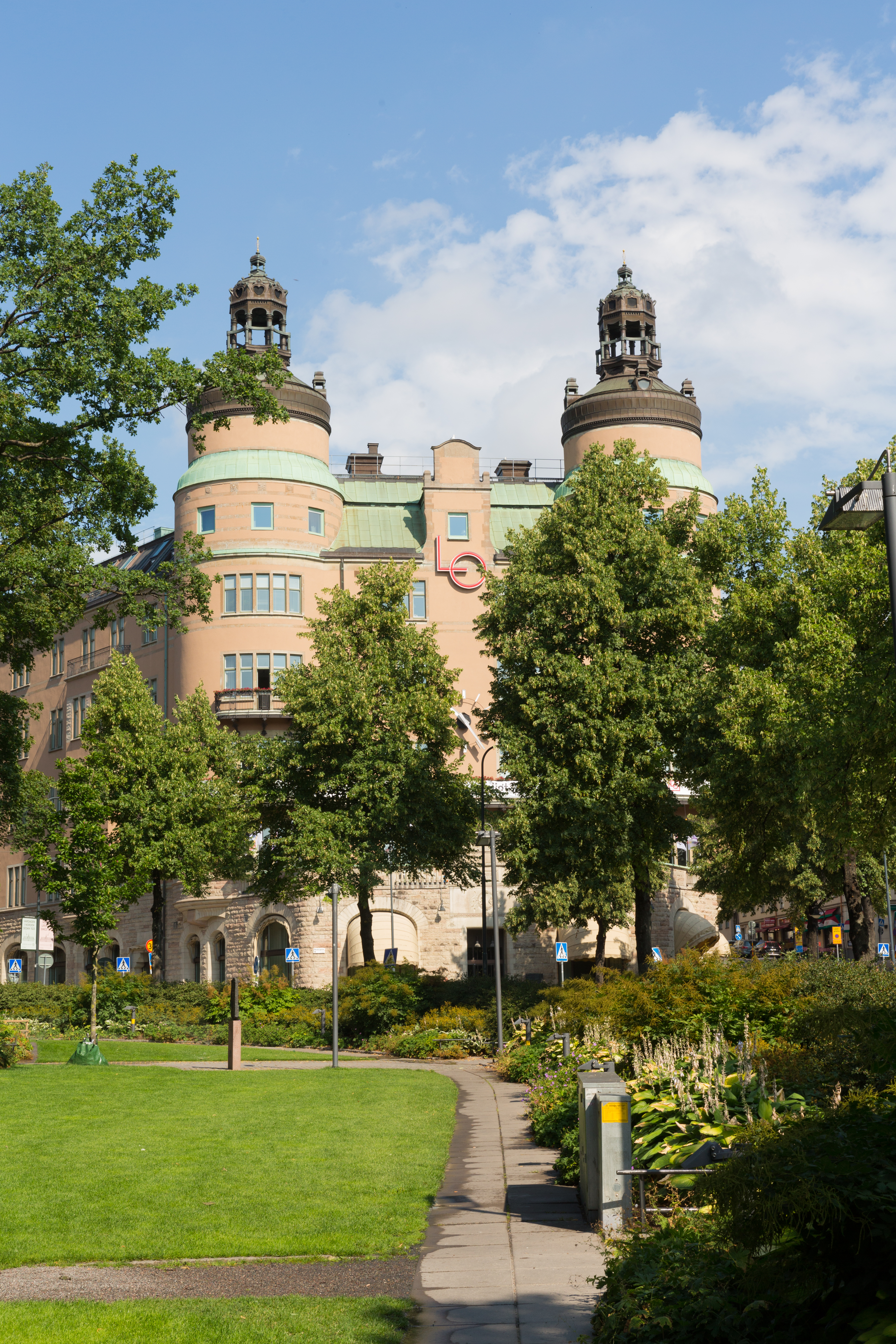
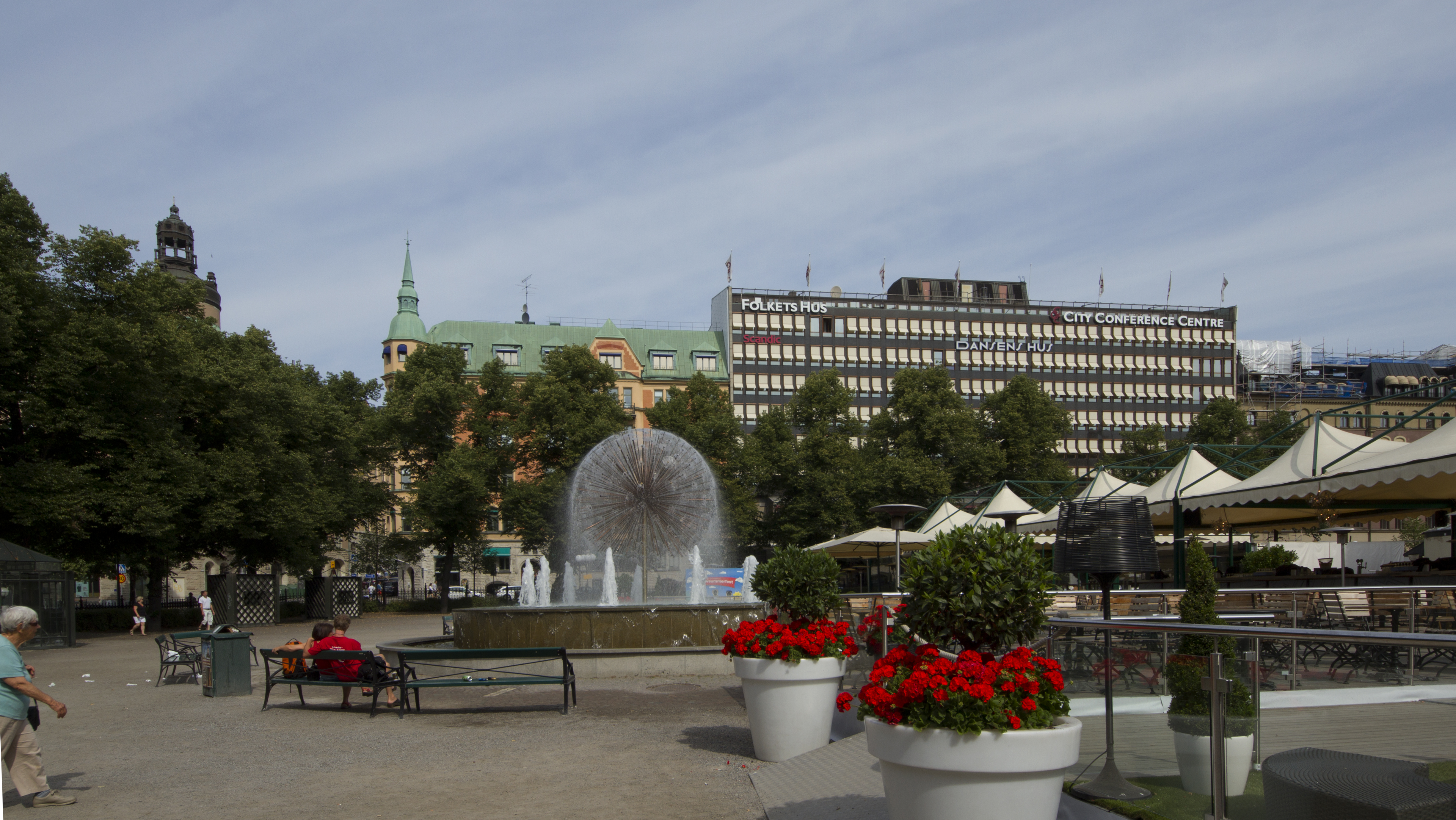
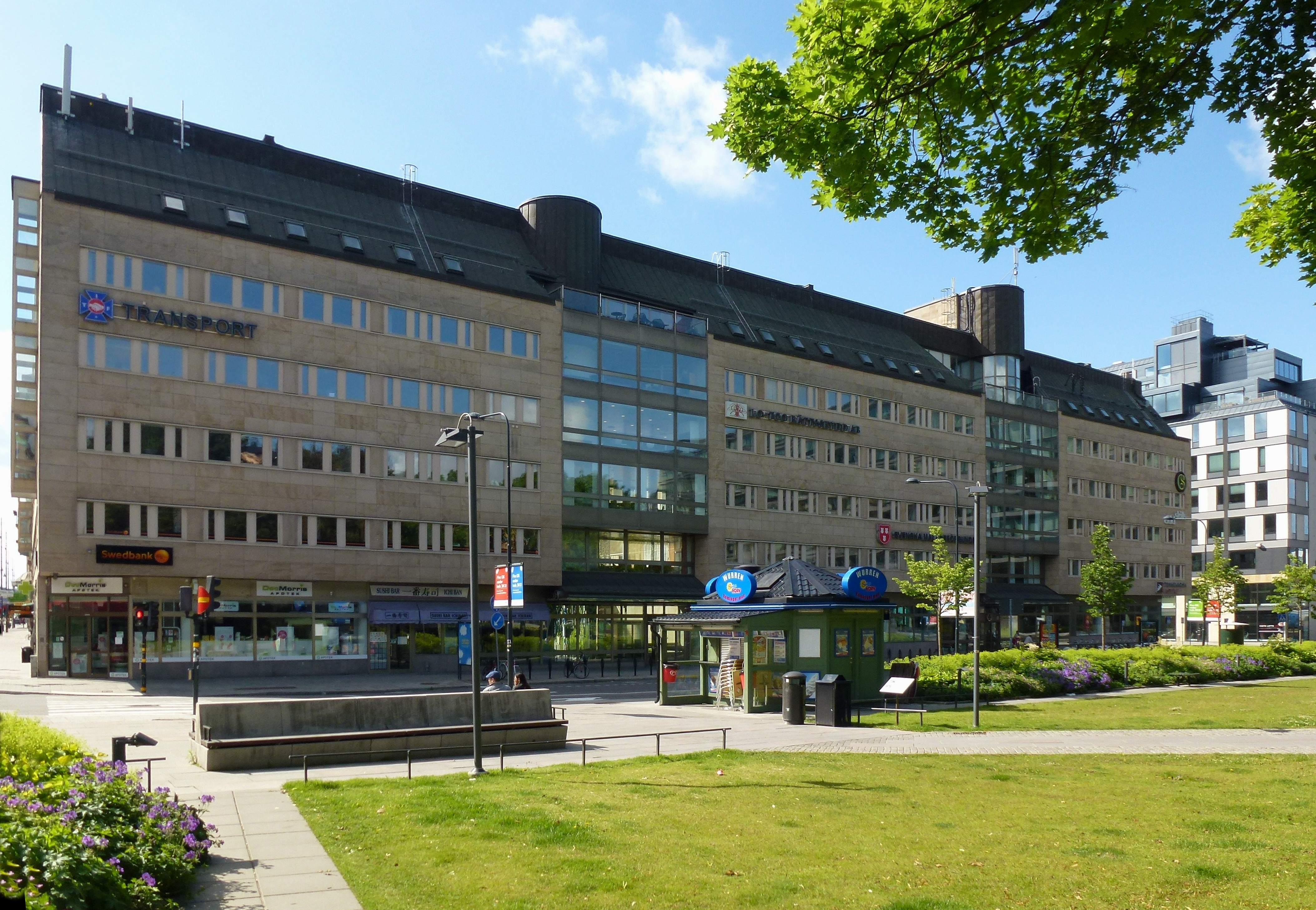

Norra Bantorget est une place et un parc du quartier de Norrmalm à Stockholm en Suède,,.

## Présentation
Norra Bantorget est situé à l'extrémité nord de Vasagatan dans le centre-ville de Stockholm.
Plusieurs axes de circulation importants de Stockholm relient le site, notamment Vasagatan et Torsgatan, ainsi que Olof Palmes gata, Barnhusgatan, Västmannagatan et Östra järnvägsgatan se rejoignent également ici.
En 1876, le lieu reçut son nom actuel, en même temps que Södra Bantorget –appelée aujourd'hui Medborgarplatsen – à Södermalm. 
La place tire son nom du bâtiment de la gare du Nord, Norra Station, situé à son bord, qui a été achevé en 1866, quelques années avant la gare centrale. Norra Bantorget est surtout connue comme une base du mouvement ouvrier, avec le siège de la Confédération des syndicats suédois nommé LO-borgen situé au coin et la maison des travailleurs de Stockholm (sv) à proximité. Norra Bantorget possède également de nombreuses statues liées à l'histoire du mouvement ouvrier.

## Bâtiments autour de la place

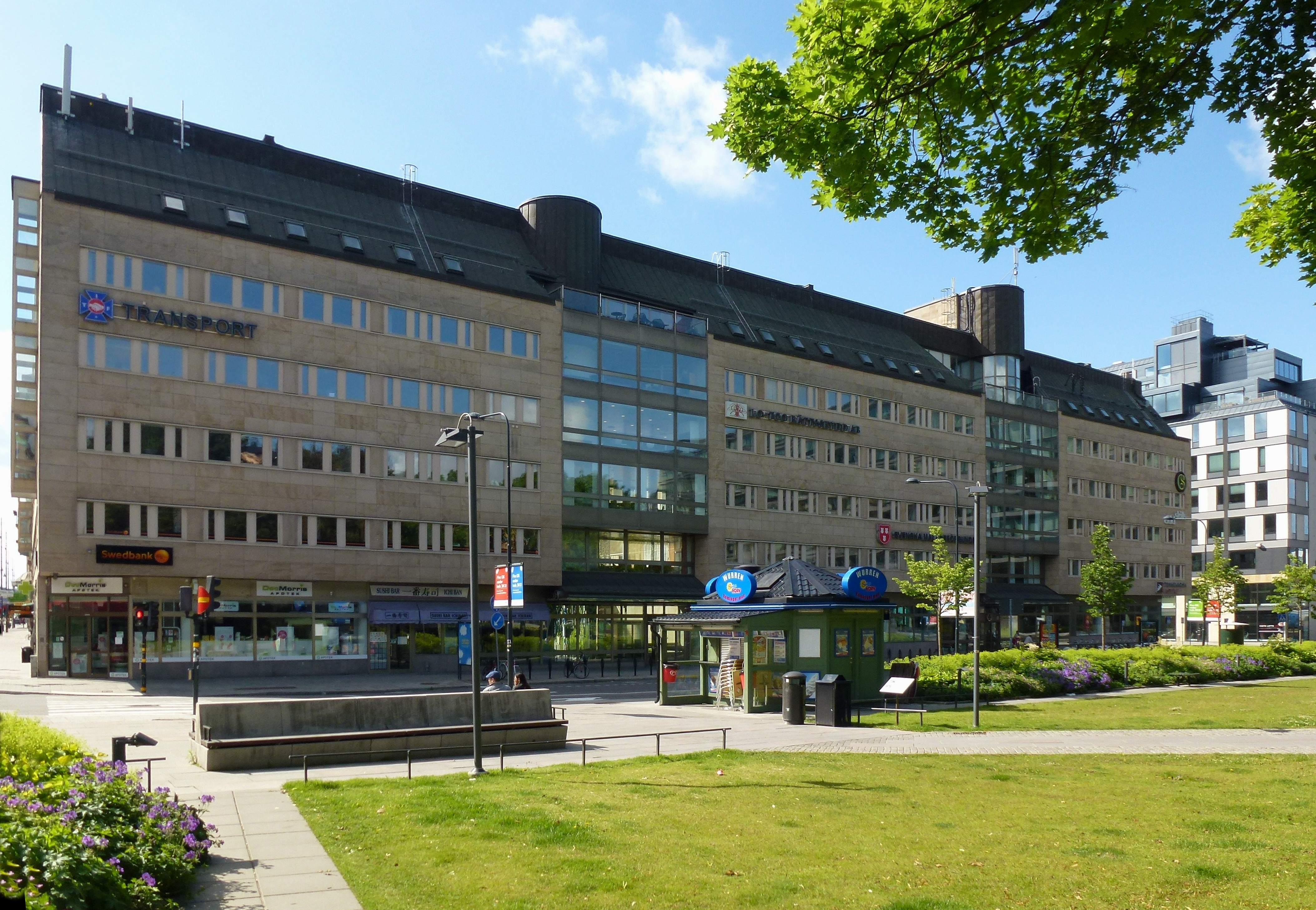
Îlot Klockan vu du sud.
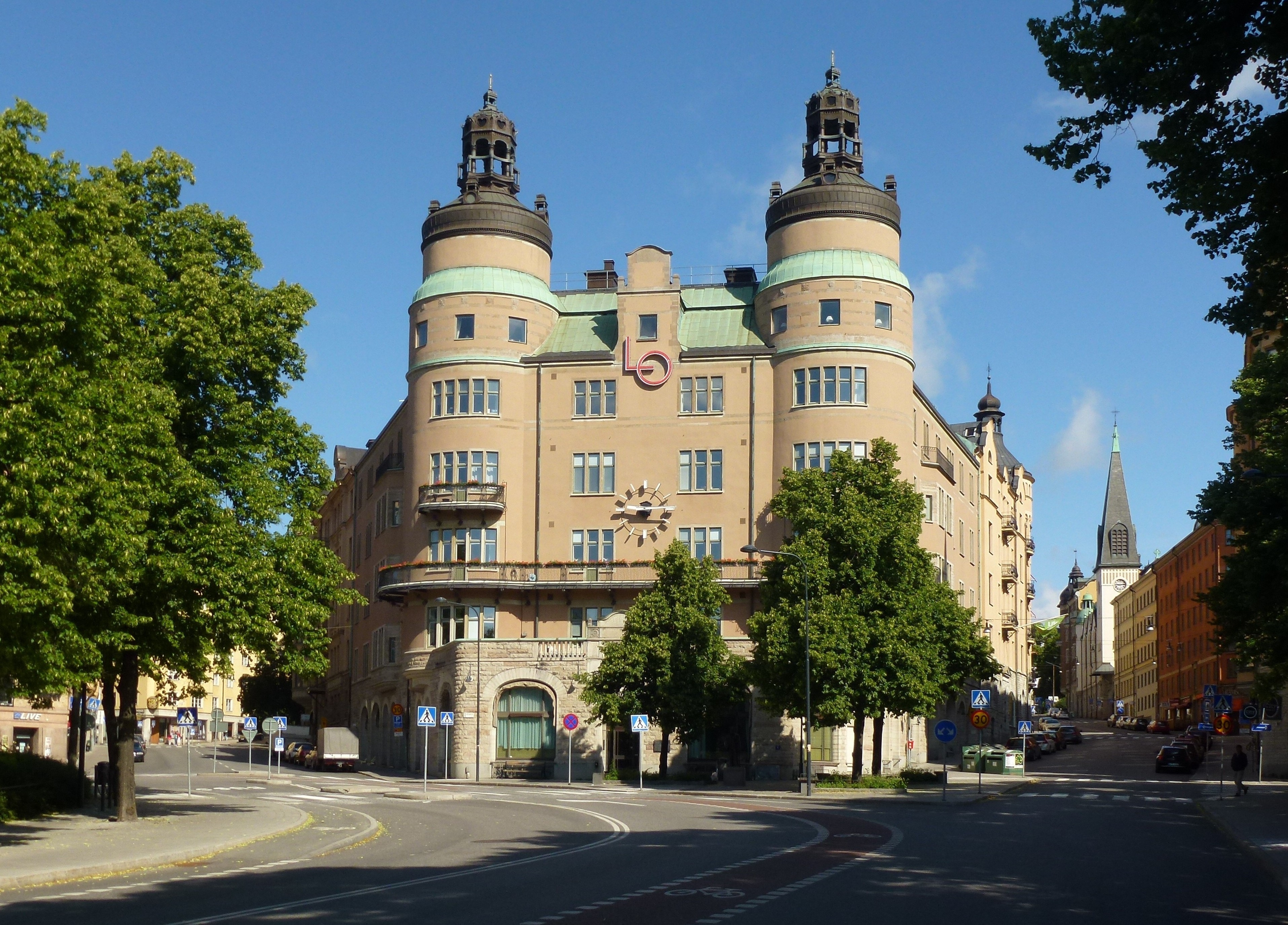
LO-borgen
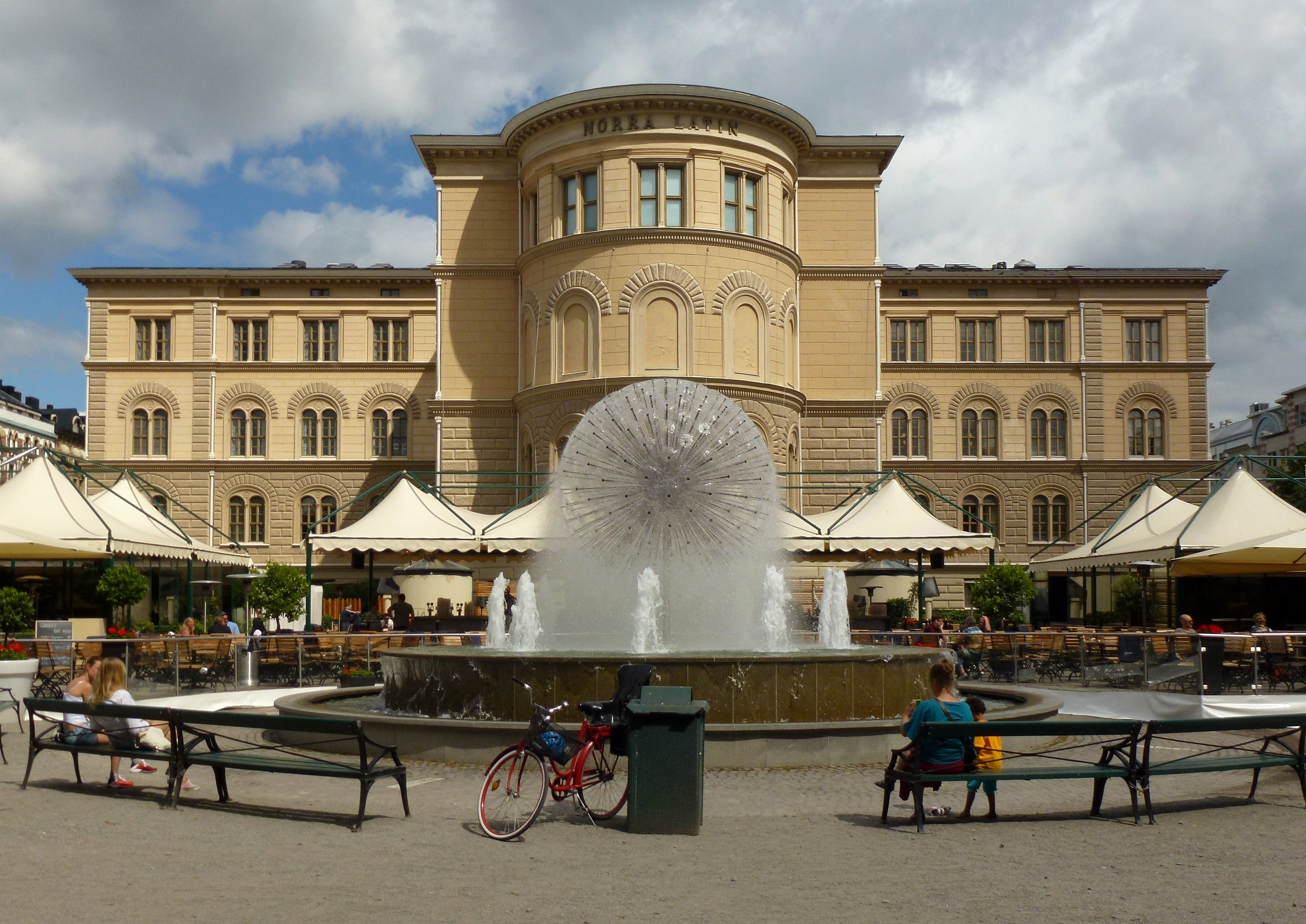
Norra Latin.
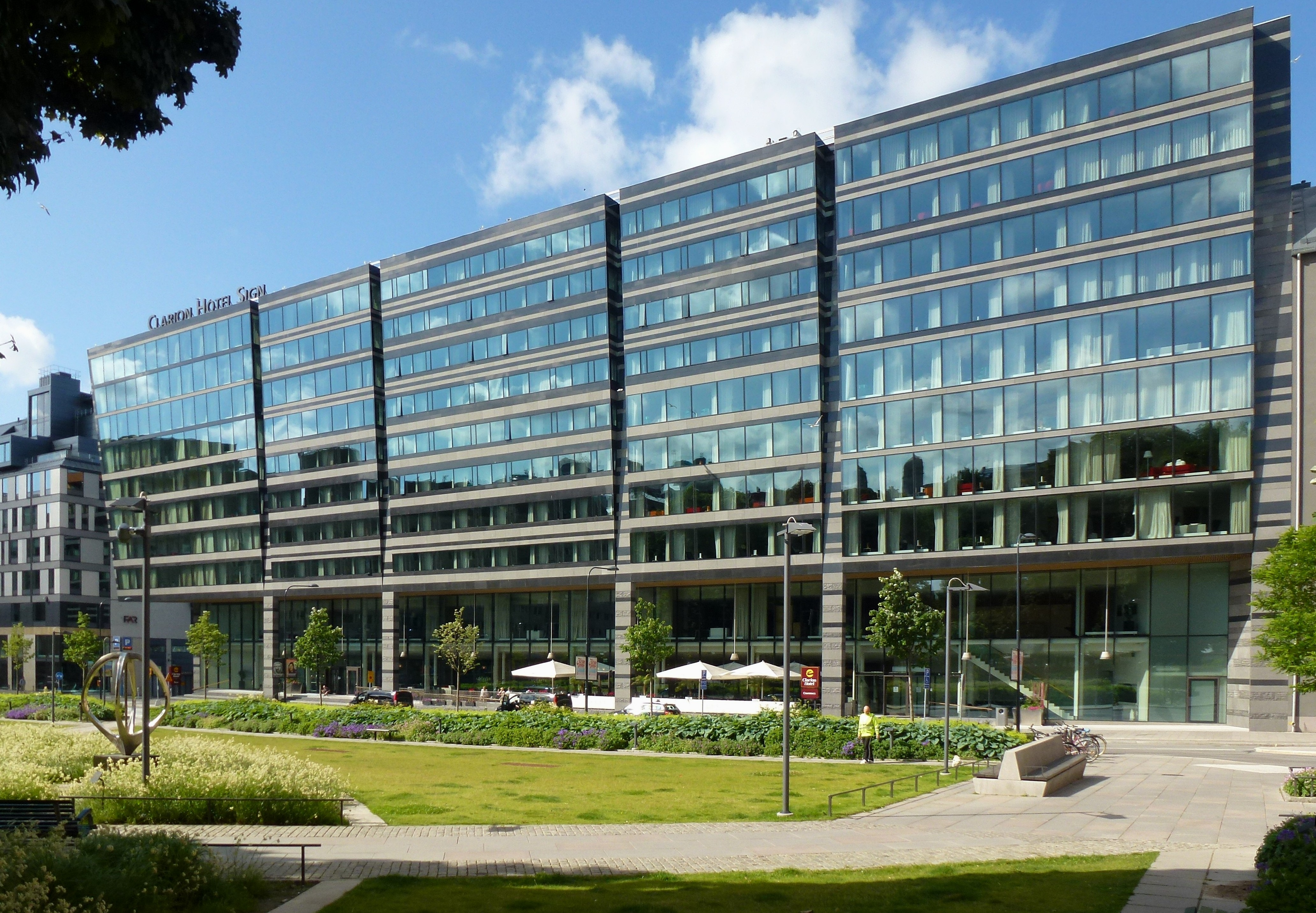
Clarion Hotel Sign
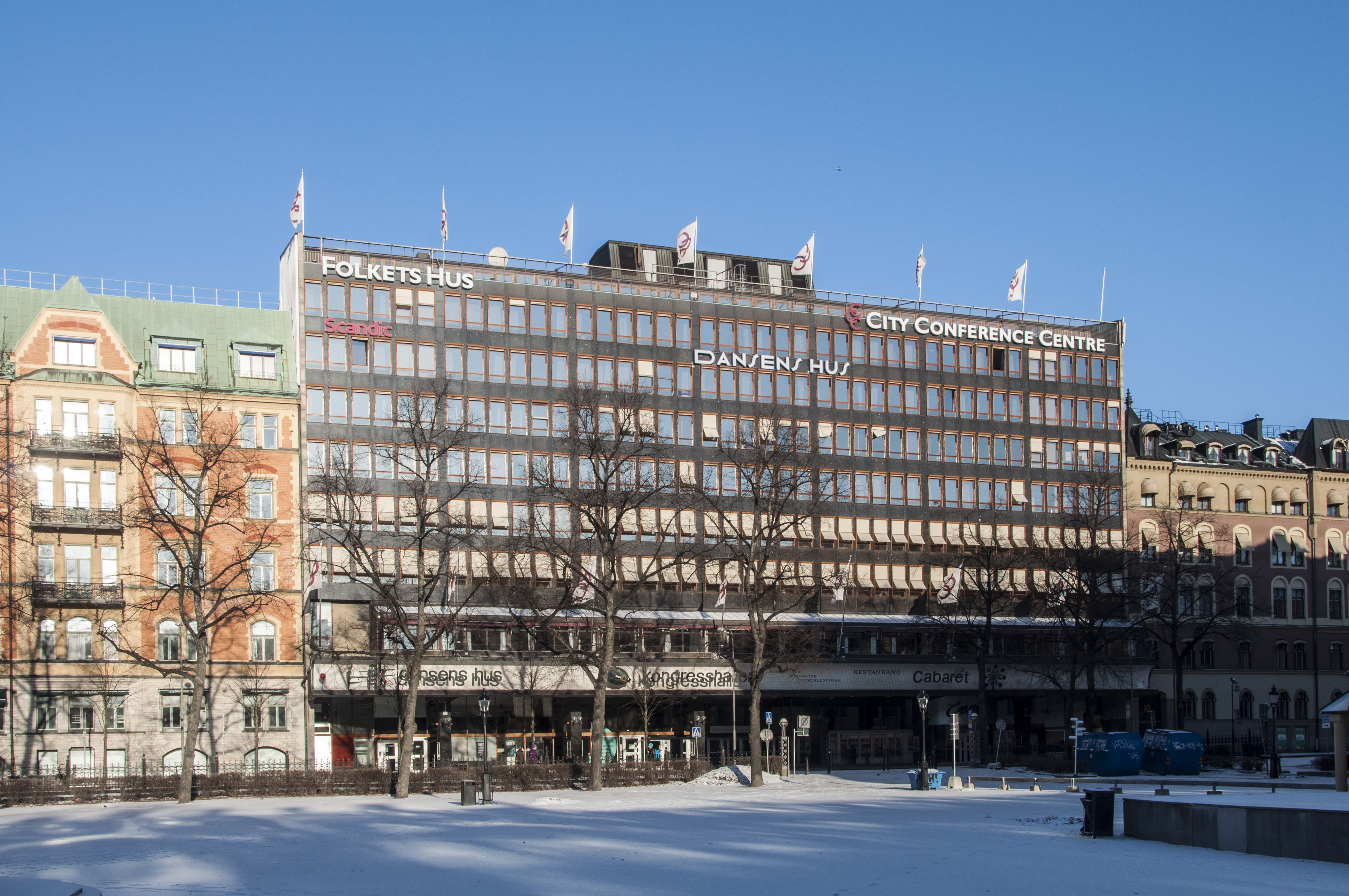
Folkets hus.

## Sculptures

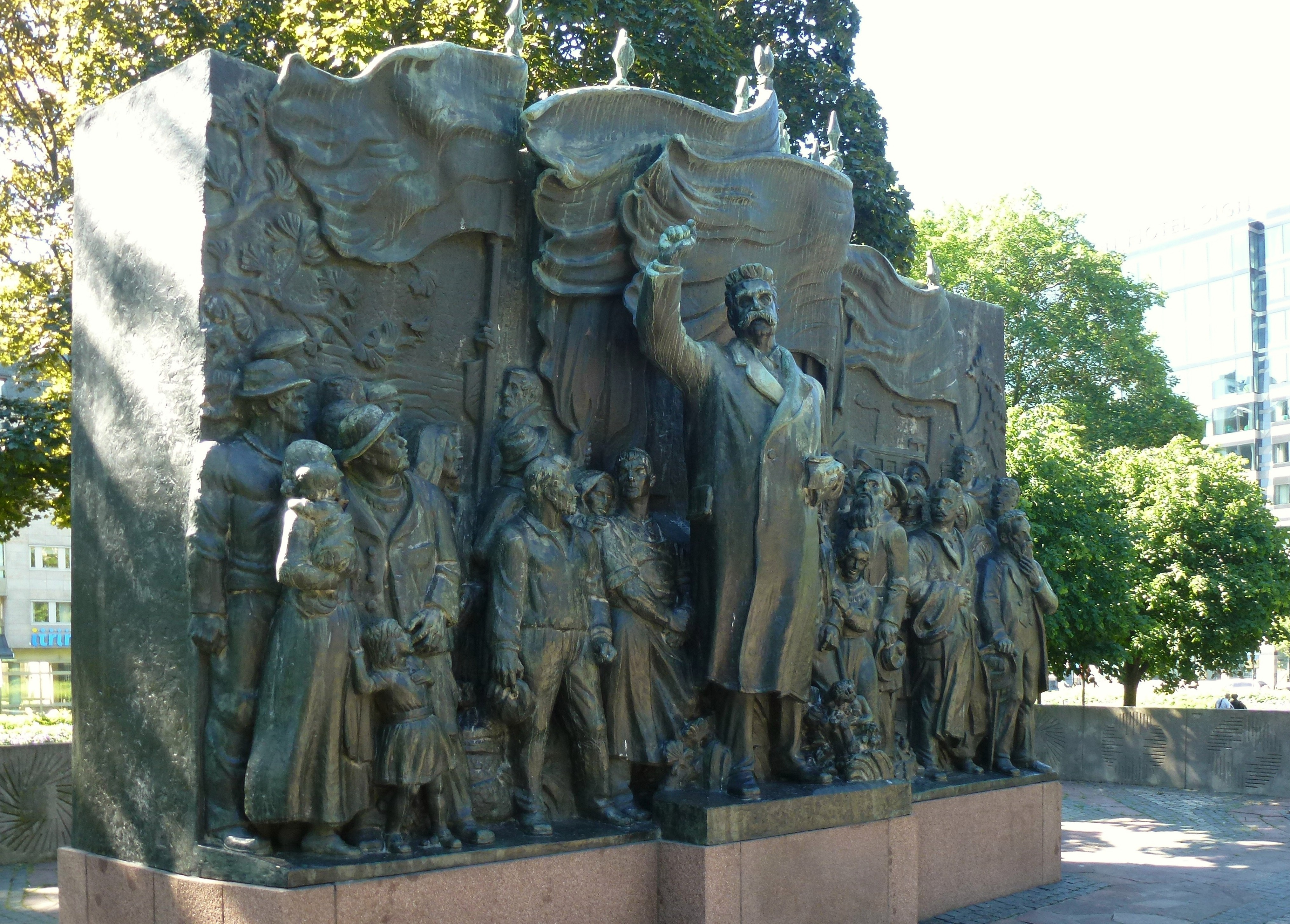
Brantingmonumentet
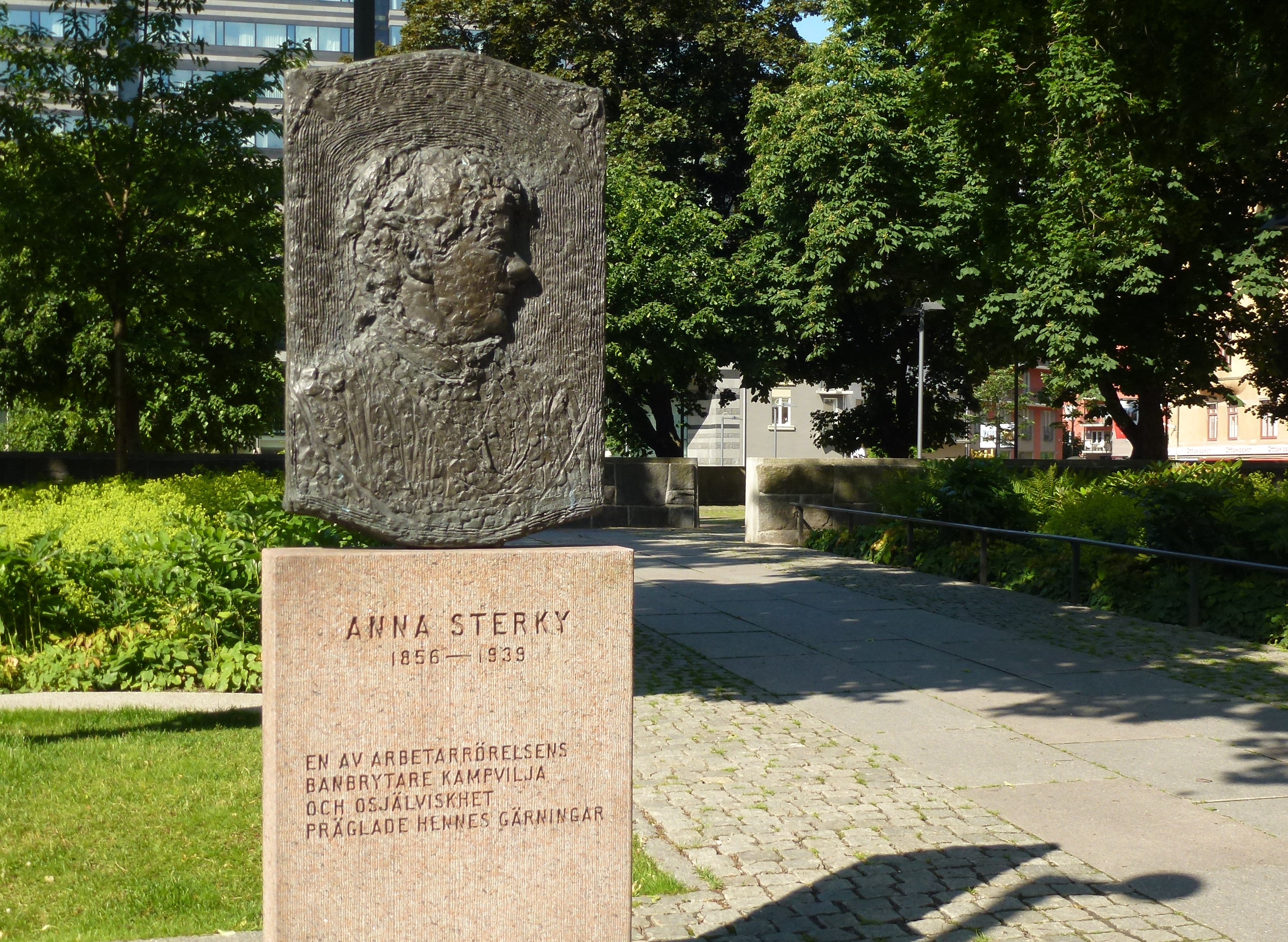
Anna Sterkys minne
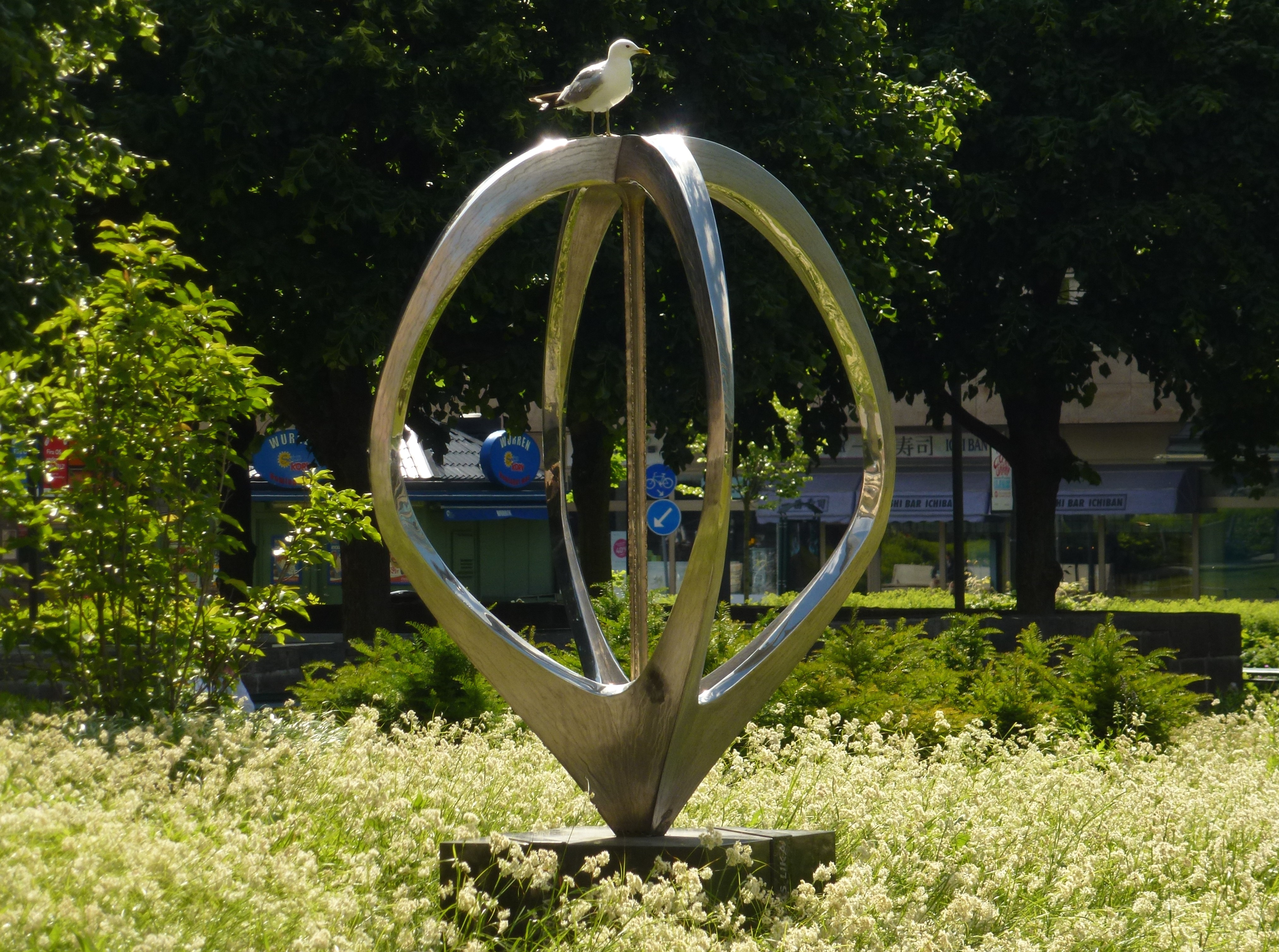
Mitt hjärta i världen
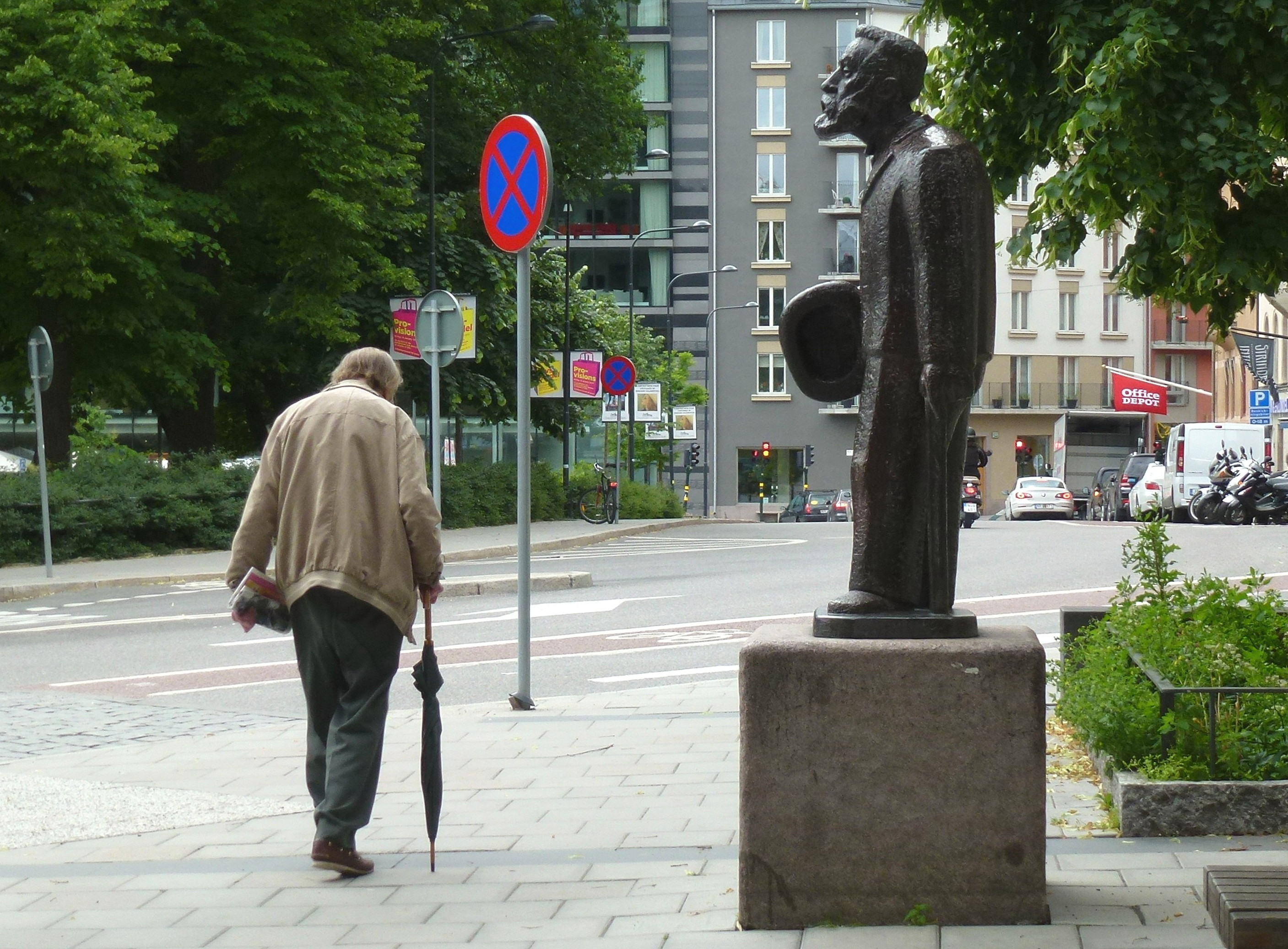
Mäster Palm